# Charlotte Marie von Sachsen-Jena

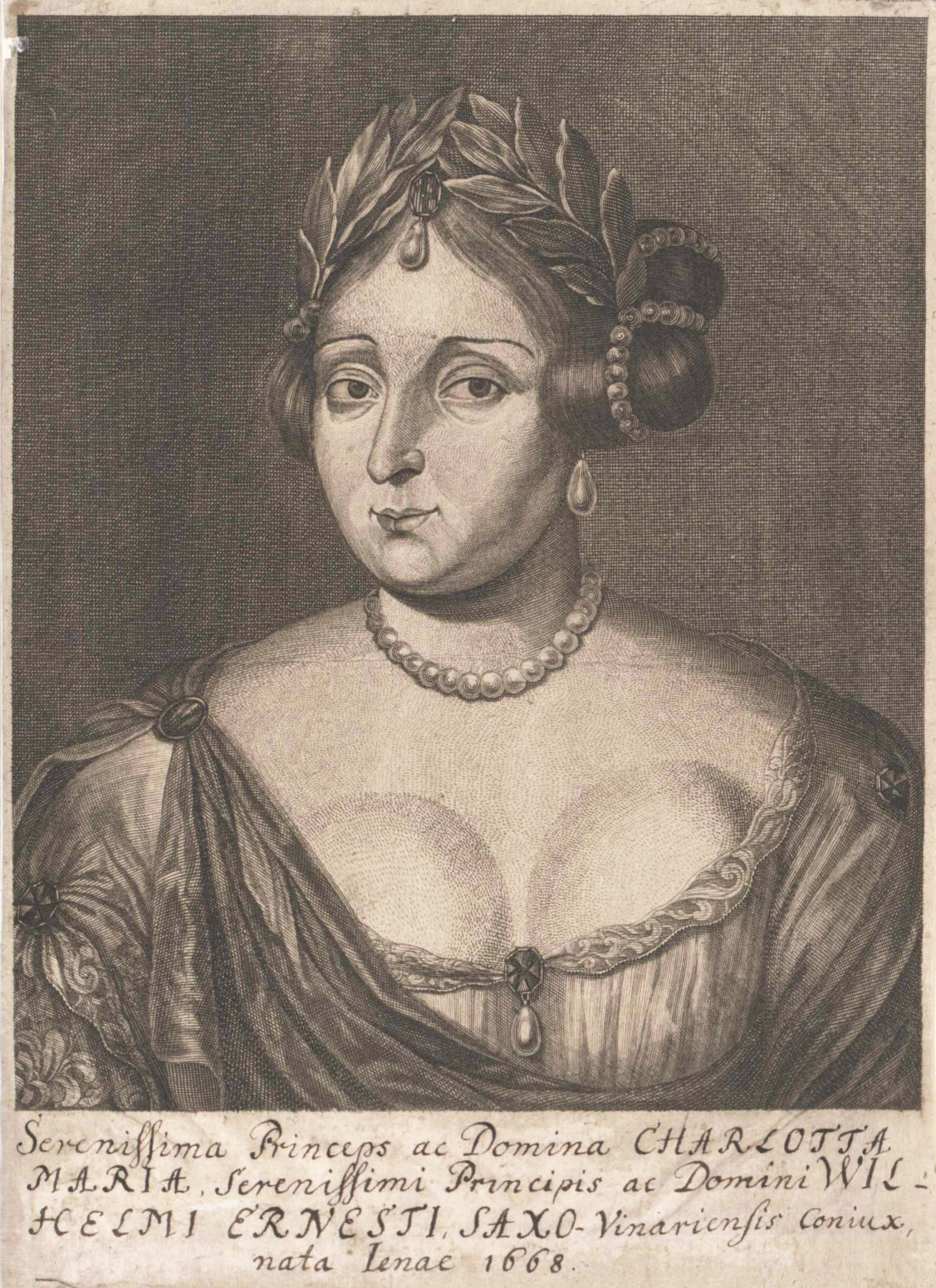
Charlotte Marie von Sachsen-Jena 1689

Prinzessin Charlotte Marie von Sachsen-Jena (* 20. Dezember 1669 in Jena; † 6. Januar 1703 in Tonna) war eine Prinzessin von Sachsen-Jena und durch Heirat Herzogin von Sachsen-Weimar.

## Leben
Charlotte Marie war die einzige Tochter des Herzogs Bernhard von Sachsen-Jena (1638–1678) aus dessen Ehe mit Marie Charlotte (1630–1682), Tochter des Henri de La Trémoille, duc de Thouars. Nachdem ihr Bruder Johann Wilhelm 1690 erst 15-jährig an den Blattern gestorben war, war Charlotte Marie das einzig verbleibende Mitglied des Hauses Sachsen-Jena.
Sie heiratete am 2. November 1683 in Eisenach Herzog Wilhelm Ernst von Sachsen-Weimar (1662–1728). Die Mitgift war für damalige Verhältnisse gering ausgefallen, auf das väterliche Erbe hatte sie aus Anlass ihrer Eheschließung verzichten müssen.
Charlotte Marie wurde als äußerst schön und gut erzogen, aber auch oberflächlich und leichtsinnig beschrieben. Die Ehe mit Wilhelm Ernst blieb kinderlos und war durch häufige Auseinandersetzungen der Eheleute geprägt. Als die Herzogin ohne Erlaubnis ihres Gemahls eine Reise unternahm, ließ dieser sie mittels Steckbrief suchen, verhaften und schließlich in Weimar inhaftieren. 1690 wurde die Ehe geschieden.
Zunächst lebte Charlotte Marie bei ihrem Bruder in Jena, musste das dortige Schloss aber nach dessen Tod verlassen. Mittellos und verschuldet irrte sie umher, bis sie schließlich Herzog Friedrich I. von Sachsen-Gotha aufnahm und versorgte. Der Streit mit ihrem Mann um das Gut Porstendorf gelangte vor Kaiser Leopold und wurde zu Gunsten von Marie Charlotte geschlichtet. Die verkaufte es 1694 an den Eisenach'schen Geheimen Rat und Hofmarschall Georg Ludwig von Wurmb (1643–1721) für 32.000 Mfl. und konnte so ihre Schulden begleichen. Sie lebte von einer Rente des Gothaer Hofes und war mit dem Weimarer Haus in weitere Prozesse verstrickt, als sie 34-jährig starb.
Charlotte Marie wurde in der Stadtkirche zu Weimar beigesetzt.